# Grand Catéchisme de Luther

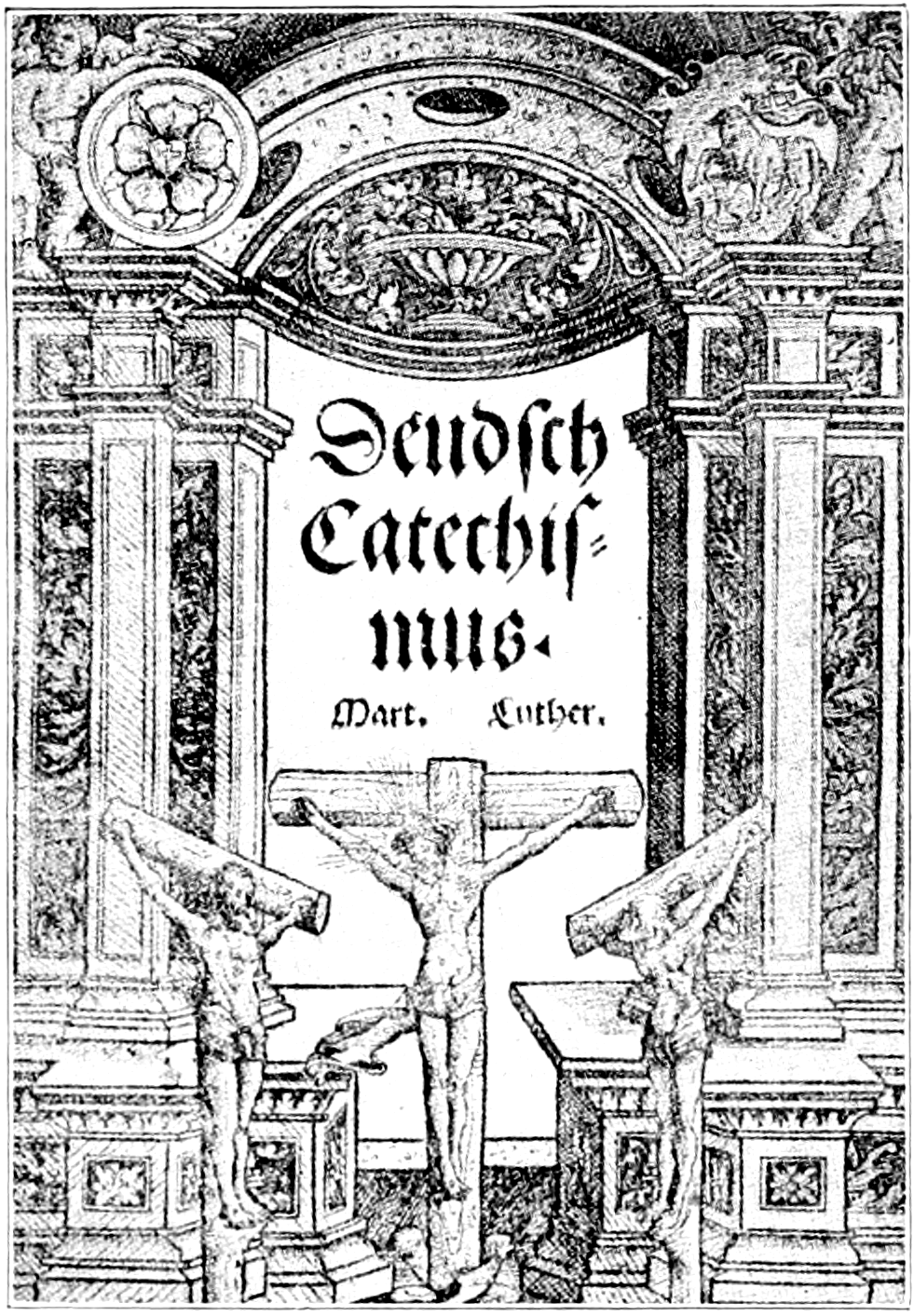
Frontispice de la première édition du Grand Catéchisme de Luther, Wittenberg, 1529.

Le Grand Catéchisme de Luther est un document doctrinal rédigé par Martin Luther et paru en 1529. 

## Contexte
Le point de départ de la compilation des catéchismes a été le souci de transmettre les éléments essentiels de la tradition biblique de génération en génération.
Dès 1517, suivant en cela la pratique ecclésiastique de la fin du Moyen Âge, les Réformateurs prêchent régulièrement sur les Dix commandements, le Symbole des apôtres et le Notre Père.

## Contenu
Luther aborde les éléments essentiels de la foi chrétienne dans un ordre dicté par une logique théologique claire : les commandements expriment les attentes de Dieu, le Credo proclame la promesse de Dieu, le Notre Père traduit la loi et l'Évangile en une conversation personnelle avec Dieu et les sacrements offrent des expressions tangibles de la grâce de Dieu et des signes sur lesquels s'appuyer dans la foi. Contrairement au Petit Catéchisme, il n'a pas recours à la forme catéchétique traditionnelle des questions et réponses. 
1. Préface (courte) (de 1528)
Préface (plus longue) (de 1530)
2. Les Dix commandements de Dieu
3. Les principaux articles de foi
4. La prière ou Notre Père, comme l'a enseigné le Christ.
5. Du Baptême
6. Du sacrement de l'autel (Sainte-Cène)
7. Une brève exhortation à la Confession.

## Statut actuel
Avec la Confession d'Augsbourg de Philippe Mélanchthon (1530) et le Petit Catéchisme, le Grand Catéchisme a été adopté dans le Livre de Concorde (1580) et fait toujours partie des documents doctrinaux en vigueur dans les Églises luthériennes.